# Crincosia gugorum
Crincosia gugorum är en tvåvingeart som beskrevs av Bock 1984. Crincosia gugorum ingår i släktet Crincosia och familjen daggflugor. Inga underarter finns listade i Catalogue of Life.